# 上滕內克山
47°26′54″N 13°03′58″E / 47.44846°N 13.06623°E
上滕內克山（德語：Hohes Tenneck），是奧地利的山峰，位於該國中部，由薩爾茨堡州負責管轄，屬於貝希特斯加登阿爾卑斯山脈中上柯尼希山的一部分，海拔高度2,435米。